# Sara (bibelsk person)
Sara eller Sarah (hebraisk: שָׂרָה, arabisk: سَارَة) er en bibelsk matriark og profet og en væsentlig figur i de abrahamitiske religioner. Hun er fremstillet med nogle forskelle i de tre hovedreligioner jødedommen, kristendommen og Islam, men alle tre beskriver hende som en from kvinde, der er Abrahams hustru og mor til Isak. Hun fødte Isak, da hun var 90 år gammel.
Hendes fødenavn var "Sarai", der betyder "prinsesse",
Ifølge traditionen var Sara født i byen Ur i Kaldæa i Mesopotamien 1803 f.v.t. og døde 1676 f.v.t.. Hun er begravet i Makpelas hule i Hebron.